# William Gilbert
William Gilbert còn được gọi là Gilberd (sinh ngày 24 tháng 5 năm 1544 - mất 30 tháng 11 năm 1603) là nhà vật lý học, bác sĩ và triết học tự nhiên người Anh. Ông được xem là cha đẻ của kỹ thuật điện, điện và từ tính.
Ông là một trong những nhà khoa học lớn của Anh cũng như của châu Âu thời kỳ Phục hưng. Ông là người cách tân quan trọng trong lịch sử điện từ học. Tác phẩm chứng minh rõ nhất điều đó chính là tác phẩm Luận về nam châm, các vật từ và về nam châm khổng lồ là Trái Đất. Tác phẩm được xuất bản vào năm 1600. Trong tác phẩm này, Gilbert đã tổng hợp những hiểu biết của con người về điện và từ từ thời nguyên thủy đến thời kỳ Phục hưng. Đồng thời, ông cũng trình bày những thí nghiệm để chứng tỏ những ý kiến của mình như việc Trái Đất là một nam châm khổng lồ. Tác phẩm lớn nhất của ông đã mở đầu cho một thời kỳ mới của lịch sử điện từ học. Từ đây, con người có thể tìm hiểu và khai thác một trong những nguồn năng lượng ưu việt nhất, quan trọng nhất, điện. Tuy vậy, người ta nhắc rất ít về Gilbert và ông trở thành nhà khoa học bị lãng quên.